# Klimaatconferentie van Lima 2014
De Klimaatconferentie van Lima 2014 was een conferentie van de Verenigde Naties over klimaatverandering, gehouden in het Westin Lima Hotel & Convention Center te Lima (Peru), van 1 tot 14 december 2014. Het was 20ste Conference of the Parties (COP20) in het kader van het Klimaatverdrag (UNFCCC), en tevens de tiende sessie van de partners in het Kyoto-protocol (CMP 10). De conferentie was tegelijk het vervolg op de Klimaatconferentie Warschau 2013 en de aanloop naar de Klimaatconferentie van Parijs 2015.

## Deelnemers
Aan de conferentie van de partijen (COP20) namen vertegenwoordigers van de 196 partijen bij het UNFCCC, in totaal ongeveer 15 000 personen.
Voor de eerste maal in de geschiedenis van de klimaatconferenties namen ook vertegenwoordigers van Inheemse volkeren deel aan de organisatie van de klimaatconferentie.

## Onderhandelingen
De belangrijkste knelpunten in de discussie waren de reikwijdte van de voorgestelde nationale inspanningen (Intended Nationally Determined Contributions of INDC’s), en de rapportage daarover. Er rezen sterke meningsverschillen tussen de industrielanden, de kleine eilandstaten en de minst ontwikkelde landen, Afrika, de likeminded group (China, India, Arabische landen en de ALBA-landen uit Latijns-Amerika)

## Resultaten
Na zeer moeilijke onderhandelingen werd een akkoord bereikt, de “Lima Call for Climate Action”:
- een werkprogramma voor de verdere onderhandelingen (Parijs 2015) over een globaal en bindend klimaatakkoord voor de periode na 2020
- inzake de nationale bijdragen van elk land aan het nieuwe akkoord, is afgesproken aan welke informatie-eisen de bijdragen moeten voldoen om duidelijk, transparant en begrijpelijk te zijn
- tijdens expertbijeenkomsten wordt verder gewerkt aan het verhogen van het ambitieniveau tot 2020.[5]

Op de valreep werd een bedrag van 10 miljard USD toegezegd voor het Green Climate Fund. Over de verdeling van de inspanningen tussen de “oude” industrielanden en de opkomende economieën, die tot heden immers geen internationale verplichtingen hebben om hun emissies te beperken, is geen overeenstemming bereikt.

## Reacties en kritiek
VN-Secretaris-generaal Ban Ki-moon toonde zich positief over de uitkomst van de klimaattop, maar drong er onder meer bij de economische grootmachten op aan hun nationale toezeggingen naar Parijs toe, ruim van tevoren bekend te maken.
Toch was de top voor velen een teleurstelling, “aangezien de onderhandelaars er in Lima niet in slaagden om in cruciale dossiers genoeg vooruitgang te boeken, mede door een sterk antagonisme tussen Noord en Zuid. Hierdoor worden te veel heikele thema’s integraal doorgeschoven naar de top van de laatste kans in Parijs”.
In de marge van de top werd in het Parque de la Exposición de alternatieve Cumbre de los Pueblos (Volkerentop) gehouden, met vertegenwoordigers van milieuorganisaties en vakbonden.